# Williamnagar
Williamnagar és una ciutat i municipi de l'Índia, a Meghalaya, capital del districte d'East Garo Hills. La població segons el cens del 2001 és de 18.251 habitants.
Agafa el seu nom del capità Williamson A. Sangma, el primer ministre principals de Meghalaya. La ciutat es va originar a l'entorn de l'antiga vila de Simsanggre a les planes a la riba del Simsang. Fou declarada capital del districte el 1976. Just en aquest lloc els garos van fer la darrera resistència important als britànics el 1837 en la que va morir el llegendari cap garo Pa Togan Nengminja Sangma en un combat menor a Chisobibra, prop de l'actual ciutat el 12 de desembre de 1837.